# 14. maj
14. maj er dag 134 i året i den gregorianske kalender (dag 135 i skudår). Der er 231 dage tilbage af året.
Dagens navn er Kristian.

### Begivenheder
Født - Dødsfald
- 1483 - Karl 8. af Frankrig krones.
- 1610 - Henrik 4. af Frankrig snigmyrdes af katolsk fanatiker.
- 1643 - Ludvig 14. af Frankrig, Solkongen, efterfølger sin far Ludvig 13. i en alder af 4½ år. Han regerer indtil 1715, det vil sige i 72 år.
- 1796 - Den engelske læge Edward Jenner udfører den første vaccination mod kopper.
- 1867 - Reglen om, at selvmordere ikke har ret til sædvanlig begravelse, ophæves.
- 1900 - I Paris åbnes de 2. moderne olympiske lege.
- 1900 - Danmark sætter kulderekord i maj med -8,0 °C målt ved Silkeborg.
- 1912 - Frederik VIII findes død om aftenen på et gadehjørne i Hamborg. Det varer nogle timer, inden det går op for de tililende, at det er kongen af Danmark. Han gravsættes i Roskilde Domkirke. Frederik VIII efterfølges af sin søn Christian 10.
- 1912 - Christian 10. overtager tronen efter sin far, Frederik 8.
- 1919 - Der indføres 8 timers arbejdsdag i Danmark.
- 1931 - Under oprøret i Ådalen i Sverige bliver 5 mennesker dræbt, da soldater åbner ild mod en fagforeningsdemonstration.
- 1935 - Den første Lillebæltsbro indvies af Christian 10.
- 1940 - Rotterdam bombarderes af tyske lufttropper, og Nederlandene overgiver sig til Nazityskland.
- 1942 - John Christmas Møller taler for første gang til den danske befolkning via BBC i London.
- 1948 - Israels første premierminister David Ben-Gurion proklamerer staten Israel. En jødisk overgangsregering dannes ved afslutning af det britiske mandat for Palæstina.
- 1955 - Warszawapagten oprettes af otte lande med Sovjetunionen i spidsen. Pagten nedlægges i 1991.
- 1963 - Frederik 9. og den vesttyske præsident Heinrich Lübke indvier Fugleflugtslinjen Rødby-Femern.
- 1964 - Nikita Khrusjtjov åbner Aswandæmningen i Egypten.
- 1973 - USA opsender Skylab rumstationen.
- 1977 - Den professionelle engelske fodboldspiller Bobby Moore spiller afskedskamp efter mere end 1000 kampe for West Ham United, Fulham F.C. og det engelske landshold.
- 1991 - Landstedet Rungstedlund indrettes til Karen Blixen Museet. Stedet var oprindeligt Rungsted Kro, hvor digteren Johannes Ewald opholdt sig 1773-75
- 1993 - En guitar, som har tilhørt Elvis Presley, sælges for 99.000 pund på auktion i London.
- 1998 - Sidste afsnit af sitcomserien Seinfeld sendes i USA.
- 2004 - HKH Kronprins Frederik og Mary Donaldson, australsk-britisk statsborger indgår ægteskab i Københavns Domkirke.
- 2017 - Emmanuel Macron afløser François Hollande som Frankrigs præsident.

### Født
- 1316 - Karl 4., tysk-romersk kejser (død 1378).
- 1686 - Gabriel Daniel Fahrenheit, tysk fysiker (død 1736).
- 1710 - Adolf Frederik, svensk konge (død 1771).
- 1727 - Thomas Gainsborough, engelsk maler.
- 1805 - J.P.E. Hartmann, dansk komponist (død 1900).
- 1885 - Otto Klemperer, tysk dirigent (død 1973).
- 1897 - Sidney Bechet, amerikansk jazzmusiker (død 1959).
- 1910 - Børge Olsen, dansk købmand (død 2002).
- 1920 - Knud Lundberg, dansk sportsmand, forfatter og journalist (død 2002).
- 1921 - Arve Opsahl, norsk skuespiller (død 2007).
- 1931 - Verner Nielsen, dansk fodboldspiller (død 2023).
- 1936 - Jens Bilgrav-Nielsen, dansk bestyrelsesformand og tidligere energiminister.
- 1943 - Jack Bruce, skotsk bassist (død 2014).
- 1943   - Kristian Ebbensgaard, dansk politiker, amtsborgmester og regionsrådsformand.
- 1944 - George Lucas, amerikansk filminstruktør.
- 1944   - Bjarne Møgelhøj, dansk bestyrelsesformand og politiker.
- 1945 - Yochanan Vollach, israelsk virksomhedsleder og tidligere fodboldspiller.
- 1948 - Frode Muldkjær, dansk journalist og forfatter.
- 1950 - Hanne Uldal, dansk skuespillerinde og sangerinde.
- 1952 - David Byrne, skotsk-amerikansk musiker.
- 1956 - Erling Jepsen, dansk forfatter.
- 1959 - Gitte Karlshøj, dansk langdistanceløber.
- 1961 - Tim Roth, engelsk skuespiller.
- 1969 - Cate Blanchett, australsk skuespillerinde.
- 1971 - Sofia Coppola, amerikansk filminstruktør.
- 1975 - Nicki Sørensen, dansk cykelrytter.
- 1977 - Brian Priske, dansk fodboldspiller.
- 1983 - Amber Tamblyn, amerikansk skuespiller.
- 1984 - Mark Zuckerberg, grundlægger af Facebook.
- 1994 - Pernille Blume, dansk elitesvømmer.
- 2001 - Andreas Byskov Sarbo, dansk cykelrytter (død 2019).

### Dødsfald
- 1470 - Karl Knutsson, svensk konge (født 1408/1409).
- 1602 - Niels Krag, dansk diplomat og historiker (født 1550).
- 1610 - Henrik 4., fransk konge (født 1553).
- 1643 - Ludvig 13., fransk konge (født 1601).
- 1847 - Fanny Mendelsohn, tysk komponist og pianist (født 1805).
- 1912 - Frederik 8., dansk konge (født 1843).
- 1912   - August Strindberg, svensk dramatiker (født 1849).
- 1919 - Henry John Heinz, amerikansk forretningsmand (født 1844).
- 1931 - Denys Finch Hatton, engelsk storvildtjæger (født 1887).
- 1943 - Henri La Fontaine, belgisk jurist og modtager af Nobels fredspris (født 1854).
- 1957 - Thit Jensen, dansk forfatter (født 1876).
- 1959 - Sidney Bechet, amerikansk jazzmusiker (født 1897).
- 1987 - Rita Hayworth, amerikansk skuespillerinde (født 1918).
- 1991 - Jiang Qing, kinesisk enke efter Mao Zedong (født 1914).
- 1993 - William Randolph Hearst Jr., amerikansk avisudgiver (født 1908).
- 1998 - Frank Sinatra, amerikansk sanger og skuespiller (født 1915).
- 2006 - Dagmar Andreasen, dansk fabrikant og radikal politiker (født 1920).

|  | Denne datoartikel kan blive bedre, hvis der indsættes et (bedre) billede Du kan hjælpe ved at afsøge Wikimedia Commons for et passende billede eller uploade et godt billede til Wikimedia Commons iht. de tilladte licenser og indsætte det i artiklen. |